# Otto Kubík
Otto Kubík (16. prosince 1919 České Budějovice – 2. února 2002 České Budějovice) byl český architekt.

## Životopis
Studoval na Vysoké škole architektury a pozemního stavitelství Českého vysokého učení technického v Praze, kterou dokončil v roce 1949. Po skončení studií pracoval ve Stavoprojektu Praha a o rok později ve Stavoprojektu České Budějovice.
V Českých Budějovicích bylo realizováno mnoho Kubíkových projektů.

## Dílo
- 1954: Komplex budov Jihočeských tiskáren ve Vrbenské ulici
- 1953—1955: Vozovna, opravny a halové garáže Československé automobilové dopravy v Pekárenské ulici U Křížku
- 1958: Správní budova Pozemních staveb na nároží Žižkovy třídy a Čechovy ulice
- 1965: Návrh přestavby sídla Krajské správy Sboru národní bezpečnosti na Lannově třídě
- 1970: Budovy Podniku výpočetní techniky u Žižkovy třídy
- 1978: Kongresové centrum na Lidické třídě[2]